# Hλl
HΛL es un grupo de productores y músicos japoneses que comenzaron su trabajo en la industria en el año 2000. Sus estilos pueden ser bastante variados, lo que les ha permitido trabajar con numerosos artistas dentro del género del J-pop o incluso de J-rock, y también han ganado dos Japan Record Award gracias a sus trabajos con la artista Ayumi Hamasaki.
El sonido de la música realizada por HΛL es generalmente bastante animado y vivaz, donde las guitarras electrónicas son usadas constantemente especialmente en pequeños recesos instrumentales, que son ya típicos en sus trabajos.

## Integrantes
- Toshiharu Umezaki (梅崎 俊春 Umezaki Toshiharu?,  14 de enero, 1963)
- Takehito Shimizu (清水 武仁 Takehito Shimizu?,  28 de octubre, 1966)

### Exintegrantes
- HΛLNA (7 de febrero de 1980)
- Atsushi Sato (佐藤 あつし Atsushi Satō?,  7 de mayo, 1966)
- Yuta Nakano (中野 雄太 Nakano Yuta?,  ?)

## Historia
HΛL comenzó con un grupo de arreglistas japoneses, para después convertirse en toda una banda más de J-pop, para luego regresar a sus orígenes. Toshiharu Umezaki (a veces su nombre también es romanizado como Toshiyasu Umezaki) es conocido como el principal rostro de la banda, y también el líder, la cual ha pasado por varios periodos de transformaciones desde su debut.
Su trabajo como arreglistas musicales comenzó en el 1999, haciéndose principalmente famosos pr llevar canciones a los topes de la mano de Ayumi Hamasaki, e incluso hasta el día de hoy trabajan con ella ("appears", "Fly high", "M", "Free & Easy" y "No way to say" son algunos de sus trabajos más memorables con la cantante).
En el año 2000 el grupo tuvo la idea de comenzar a ellos mismos como banda de J-pop, reclutando a una joven cantante de la Prefectura de Kanagawa, la cual fue apodada HΛLNA, y grabaciones comenzaron firmando un contrato con el sello Avex Trax. Desde este momento congelaron por algún tiempo su trabajo como arreglistas para comenzar a dedicarse en su propia música como banda musical, siendo "Grip!" de Every Little Thing, la última canción que produjeron dentro de este periodo.
La banda logró un éxito moderado, y tras haber lanzado 2 álbumes de estudio y 7 sencillos, la banda musical HΛL se disolvió después de que HΛLNA decidiera continuar una vida normal alejada de la luz pública. Atsushi Sato también dejó al grupo de músicos ese año para comenzar a arreglar canciones en solitario, tomando el apodo de ats-. Se decidió lanzar una última compilación con sus sencillos, y los otros miembros decidieron volver a trabajar en música de otros artistas como antes. Tras esto se integró a la banda Yuta Nakano, que agregó elementos de música clásica al estilo electrónico de HΛL. Sus primeros trabajos en su regreso como trío fueron para Tackey & Tsubasa, Nami Tamaki y Ayumi Hamasaki. 
Nakano se mantuvo en el grupo poco menos de un año, y tras su salida Umezaki y Shimizu continuaron como dúo manteniendo el nombre de HΛL activo, produciendo música para artistas como HIGH and MIGHTY COLOR, Kinya Kotani y Manami Ute, y aparte de varios artistas que continúan creando música hasta el día de hoy.

## Discografía

### Álbumes
1. Violation of the rules (29 de agosto de 2001)
2. As long as you love me (28 de agosto de 2002)
3. SINGLES (26 de febrero de 2003)

### Sencillos
1. DECIDE (25 de octubre de 2000)
2. Save Me (11 de enero de 2001)
3. SPLIT UP (28 de marzo de 2001)
4. ☆the starry sky☆ (23 de mayo de 2001)
5. al di la (17 de abril de 2002)
6. I'll be the one (19 de julio de 2002)
7. One Love/A Long Journey (16 de agosto de 2002)

### DVD
- Greatest HΛL Clips -chapter one- (17 de abril de 2002)
- ONE (28 de agosto de 2002)